# Pitcairn PA-18
Pitcairn PA-18 je bil ameriški avtožiro iz zgodnjih 1930ih. Razvit je bil na podlagi izkušenj iz PAA-1, je pa imel močnejši motor in sicer 160 konjski Kinner R-5 in bolj ojačan trup. 

## Specifikacije (PA-18)
- Posadka: 1 pilot
- Kapaciteta: 1 potnik
- Dolžina: 5,92 m
- Širina: 6,48 m
- Premer rotorja: 12,19 m
- Površina rotorja: 117 m2
- Pogon: 1 × Kinner R-5, 160 KM (120 kW)
- Največja hitrost: 150 km/h
- Dolet: 362 km

## GLej tudi
- Cierva C.19
- Buhl A-1 Autogyro
- Pitcairn PCA-2
- AutoGyro GmbH